# Walmir José de Almeida
Walmir José de Almeida, mais conhecido como Walmir (Bom Despacho, 6 de junho de 1957) é um futebolista de salão brasileiro, atualmente aposentado, que atuava como fixo.
Walmir foi Campeão Mundial em 1982 e 1985 pela Seleção Brasileira.

## Ocupação Atual
Seleção Brasileira
Após deixar a Seleção Brasileira de Futebol de Salão, Walmir, se tornou proprietário de uma fábrica de calçados e anos mais tarde fundou o Bar do Walmir, em Santa Tereza, Belo Horizonte (Rua Quimberlita esquina com Rua Tenente Vitorino).
Adquiriu o estabelecimento do seu cunhado (Dondinho), servindo almoço de segunda a sexta-feira e como bar de quarta a domingo, a partir das 11 horas. 
“Não pensei duas vezes. Me desfiz da fábrica de calçados e comprei”, conta Walmir. E mudou tudo por lá, além da placa na porta. “Meu pensamento sempre foi comer aquela comidinha caseira e nunca repetir pratos. Por isso, meu cardápio muda de acordo com o dia da semana”, informa.
Como o público vegano e vegetariano só faz crescer, ele não se aperta. “Podem vir. Tenho opções para esses clientes também, as nossas saladas. Se precisar, faço prato especial. É só pedir.”
Às segundas-feiras, Walmir serve carne cozida, macarronada ao sugo, arroz e feijão. Na terça, tem frango frito com maionese, farofa de couve com ovo, arroz e feijão. Quarta-feira é dia de pernil de panela, tutu com couve e arroz. Na quinta, a carne cozida vem com mandioca, almeirão, arroz e feijão. Sexta-feira é dia de feijoada. Todas essas pedidas chegam à mesa com salada.
Informações pessoais e do site www.uai.com.br
- Campeonato Mundial - 1982, 1985